# عبدالرزاق الحسنی
عبدالرزاق الحسنی (عربی: عبد الرزاق الحسني؛ زاده: ۱ ژانویهٔ ۱۹۰۳ – درگذشته: ۲۴ اکتبر ۱۹۹۷) تاریخ‌نگار اهل عراق بود.

## زندگی‌
عبدالرزاق الحسنی در سال ۱۹۰۳ از یک خانواده ادب‌شناس در بغداد متولد شد و پدرش در بازار عطارین کار می‌کرد.
وی خواندن و نوشتن را در مسجد الحفافین در بغداد فرا گرفت.
هنگامی که جنگ جهانی اول در سال ۱۹۱۴ آغاز شد، به دلیل شرکت استادان مدارس دولتی در جنگ اکثر مدارس دولتی و خصوصی تحت تأثیر آن قرار گرفتند.
او توسط استادانی مانند حاجی کمال و عبدالستار الشیخلی و چند استاد دیگر تحت آموزش قرار گرفت و زبان ترکی، فرانسوی و انگلیسی را آموخت.
عبدالرزاق در آوریل ۱۹۹۷ درگذشت.

## پیشۀ ادبی و مطبوعاتی
او در سال ۱۹۲۰ در دوران انقلاب بیستم به نجف نقل مکان کرد.
وی در زمانی که یک دانش آموز بود با ولع زیادی خواندن روزنامه‌های محلی و مجلات و عربی و نیز نوشتن را فرا می‌گرفت و استاد وی عبداللطیف الفلاحی بوی در انتشار در روزنامه مفید که زکی حلمی العمر صاحب آن بود کمک زیادی کرد که بتواند علاوه بر آن به عنوان یک خبرنگار در روزنامه الاهرام مصر نیز کار کند.
در سال ۱۹۴۱، به دلیل درگیری بین نیروهای عراقی و بریتانیایی که در پی جنبش رشید عالی الگیلانی رخ داد برای یک دوره پنج ساله نتوانست به کارش ادامه دهد و طی این مدت در زندان فاو و عماره بود که تاریخ سیاسی عراق را همان‌جا در سه جلد به رشته تحریر درآورد.
او جایزه آکادمی علوم عراق برای بهترین کتاب را در سال ۱۹۴۹ دریافت کرد؛ و در شورای وزیران عراق با آقایان نوری سعید، علی جودت الایوبی، توفیق السویدی، مصطفی العمری، عبدالکریم قاسم، احمد حسن البکر و تعدادی دیگر در ارتباط بود و کار می‌کرد که آن را بهترین دوره زندگی خودش می‌دانست.
او به بسیاری از کشورهای جهان سفر کرد.

## دیدگاه‌ها
عبدالرزاق الحسنی، یک شخصیت ملی بود که در طول زندگی خود به خاطر مواضع ملی و وطنی به زندان و شکنجه محکوم شده بود. او بیشتر وقت خود را صرف تحقیق و نوشتن کرد و کتابهای تاریخ عراق و ملت عرب را بیطرفانه و به‌طور علمی نوشت.

## آثار
تعدادی از تألیفات وی:
- تاریخ سیاسی جدید عراق – در سه بخش
- تاریخچه احزاب عراقی
- عراق تحت معاهدات
- رویدادهای آن زمان
- عراق قدیم و جدید